# Spektrofotometar
Spektrofotometar je uređaj za analizu spektra elektromagnetskog zračenja. Spektrofotometar se sastoji od izvora zračenja, monokromatora i detektora. Monokromator je tako izveden da je moguće mijenjati valnu duljinu zračenja koje propušta. Bilježenjem intenziteta zračenja koje je uzorak apsorbirao, propustio ili reflektirao ovisno o valnoj duljini nastaje spektar.
Spektrofotometri se dijele na jednozračne i dvozračne spektrofotometre.
Konstrukcija jednozračnih spektrofotometara je predviđena za samo jedan put svjetlosti, i istovremeno mogu primiti samo jedan uzorak. Referentni uzorak (npr. otapalo) se mora snimiti posebno, a dobiveni spektri naknadno obraditi.
Dvozračni spektrofotometri imaju dva puta svjetlosti i istovremeno mogu primiti dva uzorka: mjereni uzorak i referentni uzorak. Spektri se automatski oduzimaju jedan od drugoga, pa naknadna obrada spektra nije potrebna. Dvozračni spektrofotometri se dijele na dvozračne spektrofotometre u prostornoj domeni i dvozračne spektrofotometre u vremenskoj domeni. Dvozračni spektrofotometri u prostornoj domeni koriste dva odvojena detektora zračenja, za dva svjetlosna puta. Dvozračni spektrofotometar u vremenskoj domeni koristi jedan detektor zračenja, koji naizmjence detektira intenzitet zračenja dva svjetlosna puta. Na taj način se eliminiraju eventualne sporadične greške koje se mogu javiti zbog promjene napona u mreži, promjene temperature lampe... Dvozračni spektrofotometri se mogu koristiti i kao jednozračni.